# Wakkanai
Wakkanai (Japans: 稚内市, Wakkanai-shi) is een Japanse stad in de prefectuur Hokkaido. In 2014 telde de stad 36.945 inwoners. Het is de hoofdstad van de subprefectuur Soya.

## Geschiedenis
Op 1 april 1949 werd Wakkanai benoemd tot stad (shi). 

## Onderwijs
Een belangrijke school in wakkanai is de Hokkaido Wakkanai high school. Er bevinden zich geen universiteiten in de stad. Door de nabije ligging met Rusland, wordt naast het Japans ook het Russisch als verplicht vak gedoceerd.

## Partnersteden
- Ishigaki, Japan
- Korsakov, Rusland sinds 1991
- Joezjno-Sachalinsk, Rusland sinds 2001

Subprefecturen:
Hidaka · Hiyama · Iburi · Ishikari · Kamikawa · Kushiro · Nemuro · Okhotsk · Oshima · Rumoi · Shiribeshi · Sorachi · Soya · Tokachi

Steden:
Abashiri · Akabira · Asahikawa · Ashibetsu · Bibai · Chitose · Date · Ebetsu · Eniwa · Fukagawa · Furano · Hakodate · Hokuto · Ishikari · Iwamizawa · Kitahiroshima · Kitami · Kushiro · Mikasa · Monbetsu · Muroran · Nayoro · Nemuro · Noboribetsu · Obihiro · Otaru · Rumoi · Sapporo (hoofdstad) · Shibetsu · Sunagawa · Takikawa · Tomakomai · Utashinai · Wakkanai · Yubari